# 伊万·阿克萨科夫
伊万·谢尔盖耶维奇·阿克萨科夫（俄語：Иван Сергеевич Аксаков，羅馬化：Ivan Sergeyevich Aksakov，1823年—1886年），俄罗斯文人、斯拉夫主义者。父亲谢尔盖·阿克萨科夫是作家，哥哥康斯坦丁也是著名的泛斯拉夫主义者。伊凡为哥哥编订了三卷本文集（1861－1880莫斯科出版），并继承了康斯坦丁的主要思想。
伊凡在1842至1852年任政府官员、法官，并支持自由主义立场。他在《莫斯科报》、《莫斯科人报》、《罗斯报》上发表了大量政论，支持温和改革。1858年在圣彼得堡发表《乌克兰集市贸易史研究》，是研究商业史的重要资料。该书尤其重视心理上的研究，着重描写了“大俄罗斯人”、“小俄罗斯人”的不同性格。
伊凡在地方自治改革中就持斯拉夫主义立场，1863年在波兰起义中与《莫斯科新闻》编辑卡特柯夫一起支持政府。后来日益靠拢官方观点，支持关税壁垒。他还是莫斯科斯拉夫慈善委员会的发起者和领导之一。鼓吹联合斯拉夫人，必要时采取战争手段。1876年支持派遣志愿军去塞尔维亚。1878年在柏林会议中批评官方外交政策，因此被驱逐。保加利亚曾提名他参选保加利亚君主。晚年与贵族势力的代表波别多诺斯采夫多所往来。
阿克萨柯夫是具有现实主义色彩的民族主义者，他的7卷本文集1886－1887年在莫斯科出版。